# Lytham St Annes
Lytham St Annes  är en ort i distriktet Fylde, Storbritannien. Den ligger i grevskapet Lancashire och riksdelen England, i den centrala delen av landet, 300 km nordväst om huvudstaden London. Lytham St Annes ligger 10 meter över havet och antalet invånare är 41 327.
Terrängen runt Lytham St Annes är mycket platt. Havet är nära Lytham St Annes åt sydväst. Runt Lytham St Annes är det tätbefolkat, med 442 invånare per kvadratkilometer. Närmaste större samhälle är Blackpool, 8,9 km norr om Lytham St Annes. Trakten runt Lytham St Annes består i huvudsak av gräsmarker.